# Ogar maghiar
Ogarul maghiar este un câine de vânătoare de origine maghiară, din categoria: ogari, grupul X.

## Denumiri
Denumirea oficială FCI: Hungarian Greyhound - Magyar Agár
Standard FCI: Nr. 240
Alte denumiri internaționale: Ungarischer Windhund, Lévrier hongrois, Lebrel húngaro, Ogar maghiar
Țara de origine: Ungaria

## Înălțime
Mascul: ideal 65–70 cm. Femelă: 63–68 cm.

## Greutate
Mascul: 27–30 kg. Femelă: 22–25 kg.

## Culoarea părului
Toate culorile, uniforme pătate sau vărgate.

## Istoric
Ogarii sunt cele mai vechi rase canine. Acest câine de origine asiatică a ajuns în Europa odată cu venirea maghiarilor (sec. VIII-X). In decursul secolelor a fost încrucișat cu ogarii turcilor (sec. XVI-XVII) iar în secolul al XIX-lea cu Greyhound, ceea ce a dus la pierderea unor caractere tipice. În schimb, silueta lui a devenit mai distinsă.
Primele ilustrații se află în miniaturi colorate din Chronicon pictum vindobonense (1374-1376). Potrivit izvoarelor istorice, regele maghiar Matia Corvin se vîna cu ogari iar principele György Rákóczi I avea ogari și copoi renumiți. Contele István Thököly, în anul 1666, vânau în jurul localității Késmárk (Kežmarok (astăzi Slovacia) cu ogari, vișle și copoi. Izvoarele istorice susțin că principele transilvănean, Mihály Apafi I., avea 125 de ogari iar aristocratul József Bornemissza, în secolul al 18-lea avea 25 de ogari. A cunoscut perioada de glorie în secolele XVIII.-XIX. cănd ogaritul a fost sportul favorit al aristocrației. Contele István Széchenyi în secolul al XIX. s-a început revitalizarea rasei, cu fondarea mai multor "asociatie de ogărit" și cu organizarea curselor de ogari. Ultimul cross călare cu participarea ogarilor a fost în 1944. După terminarea al doilea război mondial, ogarul în mai multă zonă a fost folosit pentru braconaj,  ceea ce, în perioada postbelică, a fost defavorabil pentru renumele rasei. Revitalizare oficială s-a început în 1963, cănd Kálmán Szigethy (regizor de filme la MAFILM) a căutat exemplare pursânge pentru un film istoric cu regele Mátyás. El a găsit căteva exemplare pursănge la Nagyecsed (la curtea familiei nobiliară Károlyi) după ce a cumpărat. În 1966, FCI a recunoscut oficial rasa cu numărul de standard 240.

## Caracteristici
Ogarul maghiar este un căine tenace, rezistent și neobosit la vănatoare. Corpul este viguros, totuși zvelt, suplu, de formă dreptunghiulară; capul este lung, în forma de triunghi alungit, craniul relativ lat, cu fălci puternice, botul lung, puternic, dar nu prea ascuțit, nasul și comisurile bine pigmentate, de culoare închisă; ochii de marime mijlocie, de culoare brună, au o privire deschisă, vie și inteligentă, urechile de mărime mijlocie, nu prea fine, atașate destul de sus, sunt purtate atârnând pe jumătate, în forma de "V" sau în forma de "trandafir", niciodată drepte. Gâtul suplu, lung, este musculos, totuși elegant; trupul este lung și musculos, pieptul adânc și nu prea plat, destul de spațios, abdomenul este ușor ridicat ("burta de ogar"), spatele ferm dar elastic, destul de lat, relativ drept sau ușor curbat spre sale, coapsa lata, puțin căzută. Picioarele sunt lungi, marcate, labele ferme, bine sprijinite pe pământ, degetele potrivit de lungi, pulpele lungi și late, musculoase și puternice, jaretul lung și uscat, mersul calm și elastic; coada lunga și subțire, nu prea fină, cu vârful puțin arcuit, atârna până la jaret; în stare de agitație este ridicată deasupra liniei orizontale dar niciodată deasupra spatelui; în viteză, la schimbarea direcției, coada este folosită și ca frână. Părul este scurt și neted, bine aderent; în perioadele friguroase crește mai lung. Este un câine inteligent, deschis, fidel, amabil, modest, rezervat însă prietenos, credincios, vigilent, curajos, sensibil la frig; este ambițios, dinamic și neobosit pe pistade alergare.

## Utilizare
Este folosit la vânătoarea de iepuri și, uneori, la vânătoarea de vulpi. În comparație cu alți câini, nu are simțul mirosului dezvoltat nefiindu-i necesar, căci vâneaza la vedere: prinde iepurele din fugă. Avem documente scrise că în secolul XIX. în județul Trei Scaune (Háromszék - azi județul Covasna) era folosit pentru vînătoare de lupi. În prezent este folosit mai mult la cursele de ogari, la paza casei sau ca un bun câine insoțitor.